# Departamento de Océan
Océan es un departamento de la región Sur de Camerún. En noviembre de 2005 tenía una población censada de 179 093 habitantes.
Está formado por los siguientes municipios:
- Akom II 8,802
- Bipindi 14,118
- Campo 6,923
- Kribi I 29,886
- Kribi II 40,679
- Lokoundje 22,681
- Lolodorf 14,326
- Mvengue 17,757
- Niete 23,921